# Торета Каза ди Фјори (Павија)
Торета Каза ди Фјори је насеље у Италији у округу Павија, региону Ломбардија.
Према процени из 2011. у насељу је живело 19 становника. Насеље се налази на надморској висини од 729 м.